# Полтавский краеведческий музей
Полта́вский краеве́дческий музе́й имени Василия Кричевского (укр. Полтавський краєзнавчий музей імені Василя Кричевського) — краеведческий музей в Полтаве, в котором собрано множество предметов истории, археологии, природоведчества, этнографии и культуры в целом, свидетельств и материалов об известных жителях города.

## История
Современное здание музея было построено в 1903—1908 годах, изначально как дом Полтавского губернского земства, по проекту Василия Кричевского, с использованием чертежей А. Ширшова. Строение стало первым образцом т. н. украинского архитектурного стиля (в терминологии на момент его появления, см. Украинский архитектурный модерн) на Полтавщине. Первыми экспонатами заведения стала коллекция почв и гербарий, собранная экспедицией известного ученого, профессора Василия Докучаева — 4 тыс. почв, 500 образцов горных пород, 862 гербарных листа. В 1906 году Катериной Скаржинской земству была подарена значительная коллекция музейных экспонатов в общем количестве около 20 тысяч. Также, чуть позже в музей земства была подарена коллекция Павла Бобровского. В 1920 году все здание губернского земства было отдано Центральному пролетарскому музею Полтавщины, в том же году состоялось открытие экспозиции. В 1920—1941 годах действовала отдельная экспозиция «Кабинет славных полтавчан». В 1921—1924 годах музей возглавлял известный украинский археолог Михаил Рудинский.
Во время Великой Отечественной войны бо́льшая часть экспонатов была разграблена, помещение музея варварски сожжено. После войны осталось всего 37 тысяч экспонатов из 118. В 50-е годы здание было вновь отстроено по проектам архитекторов П. Кострика, В. Крачмера, Н. Квитки и других. Большинство форм строения было сохранено, но некоторые части крыши и её цвет были изменены, также изменилась отделка и фрески в главном зале.
В 2017 году решением Министерства культуры Украины и министра Евгения Нищука Полтавский краеведческий музей был лишен статуса памятника архитектуры государственного значения.
В 2018 году Кабинет Министров Украины вносит здание в Государственный реестр недвижимых памятников Украины как объект культурного наследия национального значения.

## Экстерьер и интерьер
Здание имеет симметричный Ш-образный план. В средней части расположены вестибюль, центральный холл с парадно развернутыми ступеньками, большой зал заседаний. Другие части имеют широкие коридоры, которые объединяли деловые помещения земской управы, что располагались на двух этажах. На третьем этаже, ещё во времена губернского земства, со стороны двора были устроены музейные помещения, в одном из крыльев здания — комнаты отельного предназначения. Подвальный этаж отводится для хозяйственных и архивных помещений. Здание музея построено на спуске, поэтому с главного фасада здание имеет два с половиной этажа, а со двора — три с половиной.
Также на башнях возле главного входа можно рассмотреть пентаграммы в окнах.

## Экспонаты
Сейчас в музее хранится более 190 тысяч единиц хранения, среди которых более 360 ковров, 155 плахт, большие коллекции предметов нумизматики, вышивок, полотенец, керамических изделий, археологических находок и других ценных материалов. Экспозиция состоит с отделов археологии, истории, этнографии, истории религии и народного искусства. В числе раритетов — древнеегипетская коллекция, группа памяток античного и восточного искусства, казацкие предметы.
Экспонаты музея участвуют в международных выставках в Германии, Италии, Болгарии, Индии, Австрии, Польши и других стран.
Ежегодно музей посещают более 400 тысяч человек, проводится более 3 тысяч экскурсий.